# Alcaligenes faecalis
Alcaligenes faecalis es una especie de  bacteria gramnegativa del género Alcaligenes. Su etimología hace referencia a heces. Es aerobia y móvil por flagelación perítrica. Tiene un tamaño de 0,5-1,2 μm de ancho por 1-3 μm de largo. Catalasa y oxidasa positivas. Temperatura de crecimiento óptima entre 20-37 °C. Tiene un contenido de G+C de 56-60%. Forma colonias no pigmentadas o blanquecinas, convexas, lisas, con márgenes enteros. 
A. faecalis es un microorganismo que se encuentra fácilmente en el entorno. Su nombre se debe a que su descubrimiento se realizó en heces, pero más tarde se ha documentado su presencia en muchos otros entornos. Se le considera un microorganismo patógeno, aunque también se le puede encontrar como parásito oportunista. En este último caso, se suele encontrar a la bacteria infectando el tracto urinario. La bacteria degrada urea, generando ion amonio que aumenta el pH del entorno. A pesar de que A. faecalis es considerado un organismo alcalino-tolerante, mantiene un pH neutro en su citosol para impedir el daño o la desnaturalización de sus especies y macromoléculas cargadas.
A. faecalis ha sido utilizado para la producción de aminoácidos no estándar. A. faecalis es encontrado comúnmente en tierra, agua, y entornos en asociación con humanos.

## Taxonomía
Actualmente contiene 3 subespecies:
- Alcaligenes faecalis subsp. phenolicus
- Alcaligenes faecalis subsp. faecalis
- Alcaligenes faecalis subsp. parafaecalis